# Ugovor o pristupanju Republike Hrvatske Europskoj uniji
██ Članice Europske unije od 1. srpnja 2013.
Ugovor o pristupanju Republike Hrvatske Europskoj uniji je međunarodni ugovor između država članica EU-a i Hrvatske čije je sklapanje i stupanje na snagu pravna pretpostavka za ostvarivanje članstva Hrvatske u Europskoj uniji i Europskoj zajednici za atomsku energiju. Ugovor je potpisan u Bruxellesu 9. prosinca 2011. godine.
Službeni puni naziv Ugovora glasi: Ugovor između Kraljevine Belgije, Republike Bugarske, Češke Republike, Kraljevine Danske, Savezne Republike Njemačke, Republike Estonije, Irske, Helenske Republike, Kraljevine Španjolske, Francuske Republike, Talijanske Republike, Republike Cipra, Republike Latvije, Republike Litve, Velikog Vojvodstva Luksemburga, Republike Mađarske, Republike Malte, Kraljevine Nizozemske, Republike Austrije, Republike Poljske, Portugalske Republike, Rumunjske, Republike Slovenije, Slovačke Republike, Republike Finske, Kraljevine Švedske, Ujedinjene Kraljevine Velike Britanije i Sjeverne Irske (države članice Europske unije) i Republike Hrvatske o pristupanju Republike Hrvatske Europskoj uniji. Ugovor o pristupanju sastavljen je na 23 službena jezika Europske unije i na hrvatskom jeziku.
Ugovorom o pristupanju utvrđuje se da Hrvatska, nakon njegova stupanju na snagu, postaje stranka temeljnih ugovora EU-a. U njemu se ujedno utvrđuju uvjeti za primanje Hrvatske u članstvo EU-a, kao i prilagodbe primarnih i sekundarnih propisa EU-a koje su potrebne radi tog primanja u članstvo.
Ugovor o pristupanju Republike Hrvatske Europskoj uniji stupio je na snagu 1. srpnja 2013.

## Pregovori
Republika Hrvatska 21. veljače 2003. godine podnijela je zahtjev za članstvo u Europskoj uniji, kao država koja poštuje načela slobode, demokracije, poštovanja ljudskih prava i temeljnih sloboda te vladavine prava, koja su zajednička svim državama članicama
Europske unije. Zahtjev je podnesen Vijeću Europske unije, odnosno Helenskoj Republici koja je u to vrijeme predsjedavala Vijećem Europske unije.
Vijeće je Europske unije 14. travnja 2003. godine zadužilo Europsku komisiju da izradi mišljenje (franc. avis) o hrvatskom zahtjevu. U skladu s uobičajenim postupkom donošenja takvog mišljenja, Europska je komisija 10. srpnja 2003. godine Republici Hrvatskoj uputila tzv. upitnik s 4.560 pitanja vezanih uz ispunjavanje političkih, gospodarskih,
pravnih i administrativnih uvjeta za članstvo u Europskoj uniji. Odgovori na upitnik uručeni su Europskoj komisiji 9. listopada 2003. godine. Europska je komisija 20. travnja 2004. godine donijela pozitivno mišljenje o zahtjevu Republike Hrvatske za članstvo u Europskoj uniji. U njemu je Europska komisija pozitivno ocijenila sposobnost Republike Hrvatske za daljnji napredak prema članstvu u Europskoj uniji s obzirom na njezine mogućnosti zadovoljavanja uvjeta za članstvo utvrđenih na sastanku
Europskog vijeća u Kopenhagenu 1993. godine, te u Madridu 1995. godine, kao i uvjeta utvrđenih u okviru Procesa stabilizacije i pridruživanja, a posebice uvjeta iz zakljucaka Vijeća Europske unije od 29. travnja 1997. godine, koji uključuju suradnju s Međunarodnim kaznenim sudom za bivšu Jugoslaviju (ICTY) te regionalnu suradnju. Sukladno ovakvu mišljenju, Europska komisija preporučila je otvaranje pregovora s Republikom Hrvatskom o punopravnom članstvu.
Republika Hrvatska 18. lipnja 2004. godine u Bruxellesu, na zasjedanju Europskog vijeća, dobila je status kandidata za članstvo u Europskoj uniji. Na sjednici Vijeća Europske unije, održanoj u Bruxellesu 16. ožujka 2005. godine, doneseni su zaključci kojima je usvojen Pregovarački okvir za pregovore s Republikom Hrvatskom kojim su određeni metodologija, načela, sadržaj te struktura od 35 poglavlja pravne stečevine Europske unije u kojima su se vodili pregovori o pristupanju Republike Hrvatske Europskoj uniji.
Pregovori o pristupanju Republike Hrvatske Europskoj uniji formalno su započeli u Luxembourgu 3. listopada 2005. godine, održavanjem prvog sastanka Međuvladine konferencije između država članica Europske unije i Republike Hrvatske o pristupanju
Republike Hrvatske Europskoj uniji, na kojem su razmijenjena Opća stajališta Republike Hrvatske i Europske unije.
Neposredno nakon formalnog otvaranja pregovora, započeo je postupak analitičkog pregleda i ocjene usklađenosti nacionalnog zakonodavstva s pravnom stečevinom Europske unije (eng. screening), koji je uspješno završen u roku od godine dana, u listopadu 2006. godine. Svrha tog pregleda bila je utvrditi postojeće razlike u svakom poglavlju pregovora između zakonodavstva Republike Hrvatske te pravne stečevine Europske unije, s kojom je do trenutka pristupanja Republike Hrvatske Europskoj uniji potrebno uskladiti nacionalno zakonodavstvo.

## Osnovni elementi Ugovora o pristupanju
Tekst Ugovora o pristupanju sastoji se od osnovnog teksta koji ima četiri članka, te teksta Akta o uvjetima pristupanja Republike Hrvatske i prilagodbama Ugovora o Europskoj uniji, Ugovora o funkcioniranju Europske unije i Ugovora o osnivanju Europske zajednice za atomsku energiju, s prilozima. Akt o pristupanju ima 55 članaka, 9 priloga, dva dodatka prilozima (popis postojećih mjera potpora i popis lijekova) te 1 protokol (o određenim aranžmanima u vezi s Kyotskim protokolom uz Okvirnu konvenciju Ujedinjenih naroda o promjeni klime).
Prigodom potpisivanja Ugovora o pristupanju države članice Europske unije i Republika Hrvatska potpisale su i Završni akt Međuvladine konferencije između država članica Europske unije i Republike Hrvatske o pristupanju Republike Hrvatske. U Završnom aktu naznačeni su tekstovi koji su sastavljeni i usvojeni na Međuvladinoj konferenciji (Ugovor o pristupanju i Akt o pristupanju), utvrđeni tekstovi koji se prilažu Aktu o pristupanju, te su uz priložene i određene izjave vezane uz provedbu Ugovora o pristupanju kao i tekstovi pisama razmjenom kojih se postigao dogovor između Europske unije i Republike Hrvatske o postupku obavješćivanja i savjetovanja za donošenje određenih odluka i drugih mjera u razdoblju koje prethodi pristupanju Republike Hrvatske Europskoj uniji.

## Potpisivanje Ugovora
Ugovor o pristupanju potpisan je u Bruxellesu 9. prosinca 2011. godine, na posebnoj svečanosti koja je prethodila sjednici Europskog vijeća. Ugovor o pristupanju i Završni akt, u ime Republike Hrvatske, potpisali su predsjednica Vlade Republike Hrvatske Jadranka Kosor i predsjednik Republike Hrvatske Ivo Josipović te čelnici 27 zemalja Europske unije. 
Na početku svečanosti održani su kratki govori predsjednika Europskog vijeća Hermana Van Rompuya i poljskog premijera Donalda Tuska, čija je zemlja predsjedavala Unijom u zadnjem polugodištu 2011., zatim predsjednika Europske komisije Josea Manuela Barrosa, Parlamenta Jerzyja Buzeka, predsjednika Ive Josipovića i predsjednice Vlade Republike Hrvatske Jadranke Kosor.
Redoslijed potpisivanja određen je abecedom, i to po izvornom nazivu zemlje. Prva zemlja koja je potpisala ugovor bila je Belgija, a posljednja Velika Britanija. Samo potpisivanje započelo je u 10,25 i trajalo je točno dvadeset minuta.
| Država                 | Ime i prezime                | Dužnost                                     | Potpisna stranica |
| ---------------------- | ---------------------------- | ------------------------------------------- | ----------------- |
| Belgija                | Elio Di Rupo                 | predsjednik Vlade                           |                   |
| Bugarska               | Bojko Borisov                | predsjednik Vlade                           |                   |
| Češka                  | Petr Nečas                   | predsjednik Vlade                           |                   |
| Danska                 | Helle Thorning-Schmidt       | predsjednica Vlade                          |                   |
| Njemačka               | Angela Merkel                | kancelarka                                  |                   |
| Estonija               | Andrus Ansip                 | predsjednik Vlade                           |                   |
| Irska                  | Enda Kenny                   | Taoiseach (predsjednik Vlade)               |                   |
| Grčka                  | Lucas Papademos              | predsjednik Vlade                           |                   |
| Španjolska             | José Luis Rodriguez Zapatero | predsjednik Vlade                           |                   |
| Francuska              | Jean Leonetti                | ministar za Europu                          |                   |
| Hrvatska               | Ivo Josipović Jadranka Kosor | predsjednik predsjednica Vlade              |                   |
| Italija                | Mario Monti                  | predsjednik Vijeća ministara                |                   |
| Cipar                  | Demetris Christofias         | predsjednik                                 |                   |
| Latvija                | Valdis Dombrovskis           | predsjednik Vlade                           |                   |
| Litva                  | Dalia Grybauskaitė           | predsjednica                                |                   |
| Luksemburg             | Jean-Claude Juncker          | predsjednik Vlade, državni ministar         |                   |
| Mađarska               | Viktor Orbán                 | predsjednik Vlade                           |                   |
| Malta                  | Lawrence Gonzi               | predsjednik Vlade                           |                   |
| Nizozemska             | Mark Rutte                   | predsjednik Vlade, ministar za opće poslove |                   |
| Austrija               | Werner Faymann               | savezni kancelar                            |                   |
| Poljska                | Donald Tusk                  | predsjednik Vlade                           |                   |
| Portugal               | Pedro Passos Coelho          | predsjednik Vlade                           |                   |
| Rumunjska              | Traian Basescu               | predsjednik                                 |                   |
| Slovenija              | Borut Pahor                  | predsjednik Vlade                           |                   |
| Slovačka               | Iveta Radičová               | predsjednik Vlade                           |                   |
| Finska                 | Jyrki Katainen               | predsjednik Vlade                           |                   |
| Švedska                | Frederik Reinfeldt           | predsjednik Vlade                           |                   |
| Ujedinjeno Kraljevstvo | David Cameron                | predsjednik Vlade                           |                   |

## Postupak potvrđivanja i stupanje na snagu
Prema odredbama Ugovora o pristupanju, kao datum njegovog stupanja na snagu utvrđen je 1. srpnja 2013. godine, pod uvjetom da ga sve države članice Europske unije i Republika Hrvatska ratificiraju u skladu sa svojim ustavnim odredbama, a svoje isprave o ratifikaciji polože kod Vlade Talijanske Republike do 30. lipnja 2013. To je i učinjeno, zaključno s Njemačkom koja je isprave položila 21. lipnja 2013. te time i formalno završila proces ratifikacije Ugovora.
| Potpisnica             | Datum               | Institucija                                           | Za        | Protiv    | Suzd.     | Položeno            | Izv.   |
| ---------------------- | ------------------- | ----------------------------------------------------- | --------- | --------- | --------- | ------------------- | ------ |
| Hrvatska               | 22. siječnja 2012.  | Referendum                                            | 67%       | 33%       | -         | 4. travnja 2012.    | [ 3 ]  |
| Hrvatska               | 9. ožujka 2012.     | Sabor                                                 | 136       | 0         | 0         | 4. travnja 2012.    | [ 4 ]  |
| Hrvatska               | 28. ožujka 2012.    | Predsjednik                                           | potpisano | potpisano | potpisano | 4. travnja 2012.    | [ 5 ]  |
| Austrija               | 6. srpnja 2012.     | Savezno vijeće                                        | 53        | 2         | 0         | 8. kolovoza 2012.   | [ 6 ]  |
| Austrija               | 4. srpnja 2012.     | Nacionalno vijeće                                     | 152       | 7         | 0         | 8. kolovoza 2012.   | [ 7 ]  |
| Austrija               | 9. srpnja 2012.     | Predsjednik                                           | potpisano | potpisano | potpisano | 8. kolovoza 2012.   | [ 8 ]  |
| Belgija                | 13. prosinca 2012.  | Senat                                                 | 60        | 0         | 0         | 14. lipnja 2013.    | [ 9 ]  |
| Belgija                | 24. siječnja 2013.  | Zastupnički dom                                       | 121       | 0         | 1         | 14. lipnja 2013.    | [ 10 ] |
| Belgija                | 17. veljače 2013    | Kralj                                                 | potpisano | potpisano | potpisano | 14. lipnja 2013.    | [ 11 ] |
| Belgija                | 30. siječnja 2013.  | Valonski parlament (regionalni) (zajednička pitanja)  | 66        | 0         | 0         | 14. lipnja 2013.    | [ 12 ] |
| Belgija                | 30. siječnja 2013.  | Valonski parlament (regionalni) (zajednička pitanja)  | 64        | 0         | 0         | 14. lipnja 2013.    | [ 13 ] |
| Belgija                | 22. listopada 2012. | Parlament njemačke zajednice                          | 19        | 2         | 0         | 14. lipnja 2013.    | [ 14 ] |
| Belgija                | 23. siječnja 2013.  | Parlament francuske zajednice                         | 76        | 0         | 0         | 14. lipnja 2013.    | [ 15 ] |
| Belgija                | 22. prosinca 2012   | Regionalni Parlament Bruxellesa                       | 76        | 2         | 1         | 14. lipnja 2013.    | [ 16 ] |
| Belgija                | 22. veljače 2013.   | Zajednička komisija zajednica                         | 81        | 0         | 2         | 14. lipnja 2013.    | [ 17 ] |
| Belgija                | 27. veljače 2013.   | Flamanski parlament (regionalni) (zajednička pitanja) | 107       | 0         | 0         | 14. lipnja 2013.    | [ 18 ] |
| Belgija                | 27. veljače 2013.   | Flamanski parlament (regionalni) (zajednička pitanja) | 112       | 0         | 0         | 14. lipnja 2013.    | [ 18 ] |
| Belgija                | 24. svibnja 2013.   | Skupština Komisije francuske zajednice                | 51        | 0         | 0         | 14. lipnja 2013.    | [ 19 ] |
| Bugarska               | 17. veljače 2012.   | Narodna skupština                                     | 180       | 0         | 0         | 19. travnja 2012.   | [ 20 ] |
| Bugarska               | 28. veljače 2012.   | Predsjednik                                           | potpisano | potpisano | potpisano | 19. travnja 2012.   | [ 21 ] |
| Cipar                  | 3. svibnja 2012.    | Zastupnički dom                                       | 56        | 0         | 0         | 11. lipnja 2012.    | [ 22 ] |
| Cipar                  | 18. svibnja 2012.   | Predsjednik                                           | potpisano | potpisano | potpisano | 11. lipnja 2012.    | [ 23 ] |
| Češka                  | 25. travnja 2012.   | Senat                                                 | 59        | 0         | 0         | 4. srpnja 2012.     | [ 24 ] |
| Češka                  | 8. lipnja 2012.     | Zastupnički dom                                       | 151       | 0         | 13        | 4. srpnja 2012.     | [ 25 ] |
| Češka                  | 26. lipnja 2012.    | Predsjednik                                           | potpisano | potpisano | potpisano | 4. srpnja 2012.     | [ 26 ] |
| Danska                 | 2. svibnja 2013.    | Parlament                                             | 113       | 0         | 0         | 29. svibnja 2013.   | [ 27 ] |
| Danska                 | 8. svibnja 2013.    | Kraljica                                              | Potpisano | Potpisano | Potpisano | 29. svibnja 2013.   | [ 28 ] |
| Estonija               | 12. rujna 2012.     | Skupština                                             | 75        | 0         | 0         | 24. listopada 2012. | [ 29 ] |
| Estonija               | 18. rujna 2012.     | Predsjednik                                           | potpisano | potpisano | potpisano | 24. listopada 2012. | [ 30 ] |
| Finska                 | 18. prosinca 2012.  | Parlament                                             | 131       | 34        | 0         | 6. svibnja 2013.    | [ 31 ] |
| Finska                 | 15. ožujka 2013.    | Predsjednik                                           | potpisano | potpisano | potpisano | 6. svibnja 2013.    | [ 32 ] |
| uklj. Ålandski Otoci   | 3. svibnja 2013.    | Parlament                                             | izglasano | izglasano | izglasano | 6. svibnja 2013.    | [ 33 ] |
| Francuska              | 15. siječnja 2013.  | Senat                                                 | izglasano | izglasano | izglasano | 20. ožujka 2013.    | [ 34 ] |
| Francuska              | 17. siječnja 2013.  | Nacionalna skupština                                  | izglasano | izglasano | izglasano | 20. ožujka 2013.    | [ 35 ] |
| Francuska              | 28. siječnja 2013.  | Predsjednik                                           | potpisano | potpisano | potpisano | 20. ožujka 2013.    | [ 36 ] |
| Grčka                  | 30. listopada 2012. | Parlament                                             | 283       | 0         | 0         | 27. prosinca 2012.  | [ 37 ] |
| Grčka                  | 5. studenog 2012.   | Predsjednik                                           | potpisano | potpisano | potpisano | 27. prosinca 2012.  | [ 38 ] |
| Irska                  | 26. lipnja 2012.    | Senat                                                 | izglasano | izglasano | izglasano | 8. listopada 2012.  | [ 39 ] |
| Irska                  | 19. lipnja 2012.    | Zastupnički dom                                       | izglasano | izglasano | izglasano | 8. listopada 2012.  | [ 40 ] |
| Irska                  | 9. srpnja 2012.     | Predsjednik                                           | potpisano | potpisano | potpisano | 8. listopada 2012.  | [ 41 ] |
| Italija                | 28. veljače 2012.   | Senat                                                 | 216       | 2         | 22        | 10. travnja 2012    | [ 42 ] |
| Italija                | 15. veljače 2012.   | Zastupnički dom                                       | 483       | 2         | 30        | 10. travnja 2012    | [ 43 ] |
| Italija                | 29. veljače 2012.   | Predsjednik                                           | potpisano | potpisano | potpisano | 10. travnja 2012    | [ 44 ] |
| Latvija                | 22. ožujka 2012.    | Parlament                                             | 79        | 0         | 0         | 6. lipnja 2012.     | [ 45 ] |
| Latvija                | 2. travnja 2012.    | Predsjednik                                           | potpisano | potpisano | potpisano | 6. lipnja 2012.     | [ 46 ] |
| Litva                  | 26. travnja 2012.   | Parlament                                             | 87        | 2         | 6         | 20. lipnja 2012.    | [ 47 ] |
| Litva                  | 8. svibnja 2012.    | Predsjednik                                           | potpisano | potpisano | potpisano | 20. lipnja 2012.    | [ 48 ] |
| Luksemburg             | 9. listopada 2012.  | Zastupnički dom                                       | 59        | 0         | 0         | 17. siječnja 2013.  | [ 49 ] |
| Luksemburg             | 29. studenoga 2012. | Veliki vojvoda                                        | potpisano | potpisano | potpisano | 17. siječnja 2013.  | [ 50 ] |
| Mađarska               | 13. veljače 2012.   | Nacionalna skupština                                  | 334       | 0         | 5         | 22. ožujka 2012.    | [ 51 ] |
| Mađarska               | 14. veljače 2012.   | Predsjednik                                           | potpisano | potpisano | potpisano | 22. ožujka 2012.    | [ 52 ] |
| Malta                  | 5. ožujka 2012.     | Zastupnički dom                                       | 69        | 0         | 0         | 2. travnja 2012.    | [ 53 ] |
| Nizozemska             | 16. travnja 2013.   | Senat                                                 | 58        | 12        | 0         | 31. svibnja 2013.   | [ 54 ] |
| Nizozemska             | 5. veljače 2013.    | Zastupnički dom                                       | 115       | 31        | 0         | 31. svibnja 2013.   | [ 55 ] |
| Nizozemska             | 18. travnja 2013.   | Kraljica                                              | potpisano | potpisano | potpisano | 31. svibnja 2013.   | [ 56 ] |
| Njemačka               | 7. lipnja 2013.     | Savezno vijeće                                        | 69        | 0         | 0         | 21. lipnja 2013     | [ 57 ] |
| Njemačka               | 16. svibnja 2013.   | Savezna skupština                                     | 583       | 0         | 6         | 21. lipnja 2013     | [ 58 ] |
| Njemačka               | 14. lipnja 2013.    | Predsjednik                                           | potpisano | potpisano | potpisano | 21. lipnja 2013     | [ 59 ] |
| Poljska                | 4. listopada 2012.  | Senat                                                 | 76        | 0         | 0         | 12. veljače 2013.   | [ 60 ] |
| Poljska                | 14. rujna 2012.     | Zastupnički dom                                       | 431       | 0         | 1         | 12. veljače 2013.   | [ 61 ] |
| Poljska                | 19. prosinca 2012.  | Predsjednik                                           | potpisano | potpisano | potpisano | 12. veljače 2013.   | [ 62 ] |
| Portugal               | 21. rujna 2012.     | Nacionalna skupština                                  | 206       | 0         | 24        | 19. prosinca 2012.  | [ 63 ] |
| Portugal               | 14. studenoga 2012. | Predsjednik                                           | potpisano | potpisano | potpisano | 19. prosinca 2012.  | [ 64 ] |
| Rumunjska              | 26. lipnja 2012.    | Parlament                                             | 378       | 0         | 0         | 2. kolovoza 2012.   | [ 24 ] |
| Rumunjska              | 2. srpnja 2012.     | Predsjednik                                           | potpisano | potpisano | potpisano | 2. kolovoza 2012.   | [ 65 ] |
| Slovačka               | 1. veljače 2012.    | Nacionalno vijeće                                     | 145       | 0         | 0         | 19. ožujka 2012.    | [ 66 ] |
| Slovačka               | 17. veljače 2012.   | Predsjednik                                           | potpisano | potpisano | potpisano | 19. ožujka 2012.    | [ 67 ] |
| Slovenija              | 2. travnja 2013     | Državni sabor                                         | 82        | 0         | 0         | 18. lipnja 2013.    | [ 68 ] |
| Slovenija              | 10. travnja 2013.   | Predsjednik                                           | potpisano | potpisano | potpisano | 18. lipnja 2013.    | [ 69 ] |
| Španjolska             | 24. listopada 2012. | Senat                                                 | 266       | 0         | 0         | 8. siječnja 2013.   | [ 70 ] |
| Španjolska             | 11. listopada 2012. | Zastupnički kongres                                   | 282       | 0         | 0         | 8. siječnja 2013.   | [ 71 ] |
| Španjolska             | 30. listopada 2012. | Kralj                                                 | potpisano | potpisano | potpisano | 8. siječnja 2013.   | [ 72 ] |
| Švedska                | 7. studenoga 2012.  | Parlament                                             | 280       | 20        | 0         | 8. siječnja 2013.   | [ 73 ] |
| Ujedinjeno Kraljevstvo | 27. studenoga 2012. | Dom pučana                                            | izglasano | izglasano | izglasano | 20. svibnja 2013.   | [ 74 ] |
| Ujedinjeno Kraljevstvo | 21. siječnja 2013.  | Dom lordova                                           | izglasano | izglasano | izglasano | 20. svibnja 2013.   | [ 75 ] |
| Ujedinjeno Kraljevstvo | 31. siječnja 2013.  | Kraljica                                              | potpisano | potpisano | potpisano | 20. svibnja 2013.   | [ 76 ] |
| uklj. Gibraltar        |                     | Parlament                                             |           |           |           | 20. svibnja 2013.   |        |
| EU                     | 1. prosinca 2011.   | Europski parlament                                    | 564       | 38        | 32        | —                   | [ 77 ] |
| EU                     | 5. prosinca 2011.   | Vijeće EU                                             | potpisano | potpisano | potpisano | —                   | [ 78 ] |

## Vanjske poveznice
- Republika Hrvatska
Ministarstvo vanjskih i europskih poslova
  - SAŽETI PREGLED SADRŽAJA UGOVORA O PRISTUPANJU REPUBLIKE HRVATSKE EUROPSKOJ UNIJI
  - Puni tekst Ugovora o pristupanju Republike Hrvatske Europskoj uniji